# Institut für Sozial- und Kulturforschung

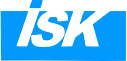
Logo des ISK

Das Institut für Sozial- und Kulturforschung e. V. (ISK) war ein gemeinnütziger Verein, der im Jahre 1988 von Wissenschaftlern an der Universität/Gesamthochschule Duisburg, unter anderem Gerhard Jahn (später Leiter der Volkshochschule Duisburg) und Thomas Rommelspacher gegründet wurde.
Die Inhalte der geleisteten Arbeit waren geprägt vom Ruhrgebiet, der Region, in der das Institut angesiedelt war: einer Industrie-Stadt-Landschaft, in der viele gesellschaftliche Probleme schärfer hervortreten als anderswo in Deutschland. Viele Projekte des Instituts bezogen sich auf die Stadt Duisburg, dem Sitz des ISK.

## Leistungsspektrum des Instituts
- Aufbereitung und anwendungsorientierte Analyse von Datenbeständen, die in Behörden und sozialen Organisationen vorhanden sind, bisher aber nicht genutzt werden
- Qualitative Studien, die über Selbsthilfepotenziale, Bewältigungsstrategien und Deutungsmuster einzelner Bevölkerungsgruppen informieren
- Bedarfs- und Angebotsanalysen, die die Rationalität und Treffsicherheit der Sozialplanung verbessern
- Wirkungsstudien, die über die Effektivität, Effizienz und soziale Akzeptanz von laufenden und neu initiierten Handlungsprogrammen Aufschluss geben
- Entwicklung von strategischen Konzepten, wissenschaftliche Begleitung und Beratung von Modellprojekten
- Fortbildung, Organisation von Fachtagungen, Symposien etc.

Damit die Ergebnisse wissenschaftlicher Forschung nicht folgenlos blieben, führte das ISK – in eigener Regie oder in Kooperation mit geeigneten Institutionen – auch Praxisprojekte durch, in denen neue Erkenntnisse und innovative Konzepte modellhaft erprobt werden.
Prioritäten des Instituts waren Projekte im Bereich der Berufswahlorientierung (im Rahmen des Projekts Schule – Wirtschaft/Arbeitsleben), Sozialberichterstattung, Migration und Alternsforschung.
Das ISK wurde vom Ministerium für Gesundheit, Soziales, Frauen und Familie des Landes Nordrhein-Westfalen beauftragt, die Landesinitiative Demenz wissenschaftlich zu begleiten. Die Initiative wurde mit dem Ziel ins Leben gerufen, Maßnahmen und Projekte zur Verbesserung der Situation demenziell Erkrankter und deren Angehörigen zu entwickeln bzw. zu bündeln. Zu den Aufgaben der wissenschaftlichen Begleitung gehörten insbesondere die Evaluation und Unterstützung von über Modellprojekten. Darüber hat das Institut für Sozial- und Kulturforschung e. V. – in Abstimmung mit dem Kuratorium Deutsche Altershilfe – eine Internetseite mit Informationen zu den Modellprojekten angeboten und Workshops zu speziellen Aspekten durchgeführt. Das Institut beteiligte sich an den Abstimmungs- und Koordinationsgesprächen auf der Landesebene.
Projekte im Rahmen „Ehrenamtliches Engagement von Senioren“, fanden bundesweit Beachtung. Die vom ISK in Auftrag gegebene Software infopool nrw wurde landesweit  bei zahlreichen Seniorenagenturen eingesetzt.
Die Website seniorenagentur.de des ISK war hierbei Pionier bei der Vermittlung ehrenamtliches Engagements über das Internet.

## Schriftenreihe des ISK
- Leben im Alter
- Sozialbericht über die Stadt Duisburg (Zwischenbericht)
- Sozialbericht über die Stadt Duisburg (Endbericht)
- Zwischen Beratung und öffentlicher Kommunikation
- Eine Zwischenbilanz der Duisburger Altenbüros
- Chancen stadtteilbezogener Altenarbeit
- Bericht über die Arbeit der Duisburger Altenbüros
- Kompetenzen zwischen Resignation und Multiaktivismus
- Eine explorative Studie zur Entwicklung von Handlungspotentialen zur nachberuflichen Beschäftigung im Alter
- Handbuch Seniorenagentur
- Ein Leitfaden zur Modernisierung von freiwilligem sozialem Engagement. "Wege zur Pflege" –  Entwicklung quartiersnaher Handlungskonzepte für ältere Menschen mit Migrationshintergrund (Autor: Siamak Farhur)

## Forschungsberichte des ISK
- Wissenschaftliche Begleitung zum Projekt „Marxloh“
- Selbständiges Wohnen im Alter in Duisburg
- Ältere Menschen in Duisburg
- Eine empirische Untersuchung zur Lebenssituation und Freizeitgestaltung der 55- bis unter 70-jährigen Bevölkerung
- Begegnungsstätten für ältere Bürger in Duisburg
- Analyse der Angebots- und Besucherstruktur